# یوتا نیهاوس
یوتا نیهاوس (آلمانی: Jutta Niehaus؛ زادهٔ ۱ اکتبر ۱۹۶۴) دوچرخه‌سوار زن اهل آلمان بود.
وی در مسابقات کشوری و بین‌المللی در مجموع برندهٔ ۱ مدال نقره شده‌است.